# برايان فاغان
برايان موراي فاغان (بالإنجليزية: Brian Murray Fagan) (ولد في 1 أغسطس 1936) هو مؤلف بريطاني لكتب علم الآثار الشعبية وأستاذ فخري لعلم الإنسان في جامعة كاليفورنيا، سانتا باربرا، ألف كتاب «الصيف الطويل» (بالإنجليزية: The Long Summer) متحدثًا عن دور المناخ في تغيير الحضارة، وتُرجم إلى العربية بواسطة الكويتي مصطفي فهمي.